# Eu Tenho a Senha (álbum de João Gomes)
Eu Tenho a Senha é o álbum de estreia do cantor piseiro brasileiro João Gomes, o álbum foi lançado em 1 de junho de 2021 no Brasil. No dia 17 de agosto de 2022, gravou seu primeiro DVD no Marco Zero no Recife, e lançou a faixa do DVD, com título Acredite nas primeiras plataformas digitais e em seu canal oficial no YouTube. Teve a participação de Vanessa da Mata, do rapper L7nnon e Fagner.
Acredite é o primeiro DVD do cantor e compositor brasileiro João Gomes. O DVD foi lançado na Praça Rio Branco (Março Zero na cidade de Recife). O DVD contou com a presença de 150.000 pessoas.

## Faixas
| N.º            | Título               | Compositor(es) | Duração |  |
| 1.             | "Eu Tenho a Senha"   | João Gomes     | 1:07    |  |
| 2.             | "Aquelas Coisas"     | João Gomes     | 4:08    |  |
| 3.             | "Na Ponta do Pé"     | João Gomes     | 3:39    |  |
| 4.             | "Fica Comigo"        | João Gomes     | 4:05    |  |
| 5.             | "É Amor"             | João Gomes     | 3:14    |  |
| 6.             | "A Noite"            | João Gomes     | 2:43    |  |
| 7.             | "Mete Um Block Nele" | João Gomes     | 3:43    |  |
| Duração total: | Duração total:       | Duração total: | 48:38   |  |